# J-League de 2020
A J-League de 2020 (2020 Meiji Yasuda Seimei J1 Rīgu por questões de patrocínio) foi a 28ª edição da liga de futebol japonesa profissional J-League. Teve início em 21 de fevereiro e com término em 19 de dezembro de 2020.
O Kawasaki Frontale conquistou seu terceiro título, tendo o melhor ataque da competição (88 gols) e a segunda melhor defesa (31 gols sofridos), enquanto o Yokohama F. Marinos, que venceu a edição anterior encerrando um jejum de 15 anos sem título, ficou longe do bicampeonato e terminou em 9º, com 47 pontos. Kashiwa Reysol e Yokohama FC voltaram à primeira divisão, substituindo os rebaixados Júbilo Iwata e Matsumoto Yamaga, fazendo campanhas razoáveis - o Reysol terminou em 7º lugar e o Fulie em 14º. O atacante queniano Michael Olunga, do Kashiwa Reysol, foi o artilheiro da J-League com 28 gols, sendo o terceiro jogador africano a conquistar a honraria - os outros foram o camaronês Patrick Mboma (25 gols pelo Gamba Osaka em 1997) e o nigeriano Peter Utaka (19 gols pelo Sanfrecce Hiroshima em 2016, empatado com o brasileiro Leandro, do Vissel Kobe).
Em 25 de fevereiro, todos os jogos que seriam disputados até 15 de março foram adiados em decorrência da pandemia de coronavírus, decisão que foi prorrogada para o dia 29 do mesmo mês. Em 19 de março, a J.League anunciou que não haveria rebaixamento na temporada 2020, ampliando o número de participantes para 20 na edição de 2021, não ocorrendo a pausa para a disputa dos Jogos Olímpicos de Tóquio entre junho e agosto, após o adiamento destes últimos para 2021. Também foi definido que não haveria rebaixamento na temporada 2020 da J-League, aumentando o número de clubes participantes para 20 em 2021, com as promoções do campeão da J2, o Tokushima Vortis (de volta após 5 temporadas) e do vice Avispa Fukuoka (rebaixado em 2016).

## Participantes
| Clube               | Local     | Estádio                                | Última temporada |
| ------------------- | --------- | -------------------------------------- | ---------------- |
| Consadole Sapporo   | Sapporo   | Sapporo Dome                           | J1 (10º)         |
| Vegalta Sendai      | Miyagi    | Yurtec Stadium Sendai                  | J1 (11º)         |
| Kashima Antlers     | Ibaraki   | Kashima Soccer Stadium                 | J1 (3º)          |
| Urawa Red Diamonds  | Saitama   | Saitama Stadium 2002                   | J1 (14º)         |
| FC Tokyo            | Tóquio    | Ajinomoto Stadium                      | J1 (2º)          |
| Kawasaki Frontale   | Kanagawa  | Todoroki Athletics Stadium             | J1 (4º)          |
| Yokohama F. Marinos | Kanagawa  | Nissan Stadium                         | J1 (Campeão)     |
| Shonan Bellmare     | Kanagawa  | Shonan BMW Stadium Hiratsuka           | J1 (16º)         |
| Yokohama FC         | Kanagawa  | Estádio de Mitsuzawa                   | J2 (2º)          |
| Shimizu S-Pulse     | Shizuoka  | Nihondaira Stadium                     | J1 (12º)         |
| Nagoya Grampus      | Aichi     | Paloma Mizuho Stadium Toyota Sutajiamu | J1 (13º)         |
| Gamba Osaka         | Osaka     | Suita City Football Stadium            | J1 (7º)          |
| Cerezo Osaka        | Osaka     | Yanmar Stadium Nagai                   | J1 (5º)          |
| Vissel Kobe         | Hyogo     | Kobe Wing Stadium                      | J1 (8º)          |
| Sanfrecce Hiroshima | Hiroshima | Hiroshima Big Arch Stadium             | J1 (6º)          |
| Sagan Tosu          | Saga      | Best Amenity Stadium                   | J1 (15º)         |
| Kashiwa Reysol      | Chiba     | Sankyo Frontier Kashiwa Stadium        | J2 (Campeão)     |
| Oita Trinita        | Oita      | Oita Stadium Big                       | J1 (9º)          |

### Técnicos, capitães, equipamentos e patrocínios
| Clube               | Treinador                        | Capitão | Equipamentos |
| ------------------- | -------------------------------- | ------- | ------------ |
| Consadole Sapporo   | Mihailo Petrović                 |         | Kappa        |
| Vegalta Sendai      | Takashi Kiyama                   |         | Adidas       |
| Kashima Antlers     | Antônio Carlos Zago              |         | Nike         |
| Urawa Red Diamonds  | Tsuyoshi Otsuki                  |         | Nike         |
| Kashiwa Reysol      | Nelsinho Baptista                |         | YONEX        |
| FC Tokyo            | Kenta Hasegawa                   |         | Umbro        |
| Yokohama FC         | Takahiro Shimotaira              |         | Succor Junky |
| Yokohama F. Marinos | Ange Postecoglou                 |         | Adidas       |
| Shonan Bellmare     | Bin Ukishima                     |         | Penalty      |
| Kawasaki Frontale   | Toru Oniki                       |         | Puma         |
| Shimizu S-Pulse     | Peter Cklamovski Hiroaki Hiraoka |         | Puma         |
| Nagoya Grampus      | Massimo Ficcadenti               |         | Mizuno       |
| Gamba Osaka         | Tsuneyasu Miyamoto               |         | Umbro        |
| Cerezo Osaka        | Miguel Ángel Lotina              |         | Puma         |
| Vissel Kobe         | Thorsten Fink Atsuhiro Miura     |         | Asics        |
| Sanfrecce Hiroshima | Hiroshi Jofuku                   |         | Nike         |
| Oita Trinita        | Tomohiro Katanosaka              |         | Puma         |
| Sagan Tosu          | Kim Myung-hwi                    |         | New Balance  |

### Trocas de técnicos
| Equipe          | Técnico demitido | Motivo da demissão          | Dia em que saiu        | Técnico substituto | Dia em que assumiu o cargo |
| --------------- | ---------------- | --------------------------- | ---------------------- | ------------------ | -------------------------- |
| Vissel Kobe     | Thorsten Fink    | Mudança na direção do clube | 21 de setembro de 2020 | Atsuhiro Miura     | 25 de setembro de 2020     |
| Shimizu S-Pulse | Peter Cklamovski | Demitido                    | 1 de novembro de 2020  | Hiroaki Hiraoka    | 1 de novembro de 2020      |

## Jogadores estrangeiros
A partir da temporada 2020, não haverá restrições a um número de jogadores estrangeiros contratados, porém cada equipe deverá registrar apenas 5 por jogo. Jogadores de países-parceiros da J-League (Tailândia, Vietnã, Myanmar, Malásia, Camboja, Singapura, Indonésia e Catar) estão isentos desta regra.
- Jogadores em negrito indica que foi registrado durante o período de transferências no meio da temporada.
- Jogadores em itálico indica que o jogador possui nacionalidade japonesa além da cidadania de um país filiado à FIFA, ou isento de ser considerado estrangeiro por ter nascido no Japão e estar matriculado ou formado em escolas do país.

| Clube               | Jogador 1         | Jogador 2        | Jogador 3         | Jogador 4            | Jogador 5      | Jogador 6            | Jogador 7           | Jogador 8     | Jogador 9  | Jogador 10   | Deixou o elenco           |
| ------------------- | ----------------- | ---------------- | ----------------- | -------------------- | -------------- | -------------------- | ------------------- | ------------- | ---------- | ------------ | ------------------------- |
| Consadole Sapporo   | Anderson Lopes    | Douglas Oliveira | Lucas Fernandes   | Jay Bothroyd         | Kim Min-tae    | Chanathip Songkrasin | Kawin Thamsatchanan |               |            |              | Gu Sung-yun               |
| Vegalta Sendai      | Pará              | Isaac Cuenca     | Alexandre Guedes  | Jakub Słowik         | Simão          | Kim Jung-ya          |                     |               |            |              | Lee Yun-oh                |
| Kashima Antlers     | Léo Silva         | Everaldo         | Juan Alano        | Kwoun Sun-tae        |                |                      |                     |               |            |              | Bueno                     |
| Urawa Red Diamonds  | Ewerton           | Leonardo         | Thomas Deng       | Quenten Martinus     |                |                      |                     |               |            |              | Fabrício Maurício Antônio |
| FC Tokyo            | Adaílton          | Arthur Silva     | Diego Oliveira    | Leandro              | Joan Oumari    |                      |                     |               |            |              | Na Sang-ho                |
| Kawasaki Frontale   | Diogo Mateus      | Jesiel           | Leandro Damião    | Jung Sung-ryong      |                |                      |                     |               |            |              |                           |
| Yokohama F. Marinos | Erik              | Marcos Júnior    | Thiago Martins    | Theerathon Bunmathan | Júnior Santos  |                      |                     |               |            |              | Edigar Junio Park Iru-gyu |
| Shonan Bellmare     | Tarik Elyounoussi |                  |                   |                      |                |                      |                     |               |            |              | Lelêu                     |
| Shimizu S-Pulse     | Carlinhos         | Elsinho          | Junior Dutra      | Neto Volpi           | Renato Augusto | Valdo                | Teerasil Dangda     | Hwang Seok-ho |            |              | Jong Tae-se Erick Noriega |
| Kashiwa Reysol      | Michael Olunga    | Cristiano        | Matheus Sávio     | Richardson           | Kim Seung-gyu  |                      |                     |               |            |              | Júnior Santos             |
| Nagoya Grampus      | Gabriel Xavier    | João Schmidt     | Mateus            | Mitchell Langerak    | Oh Jae-suk     |                      |                     |               |            |              | Jô                        |
| Gamba Osaka         | Ademilson         | Patric           | Kim Young-gwon    | Shin Won-ho          | Lee Yun-oh     | Jefferson Tabinas    |                     |               |            |              |                           |
| Cerezo Osaka        | Bruno Mendes      | Matej Jonjić     | Leandro Desábato  | Pierce Waring        | Kim Jin-hyeon  | Tawan Khotrsupho     | Ahn Joon-soo        |               |            |              | Lucas Mineiro             |
| Vissel Kobe         | Dankler           | Douglas          | Thomas Vermaelen  | Andrés Iniesta       | Sergi Samper   |                      |                     |               |            |              |                           |
| Sanfrecce Hiroshima | Douglas Vieira    | Ezequiel         | Leandro Pereira   | Rhayner              |                |                      |                     |               |            |              |                           |
| Sagan Tosu          | Eduardo           | Tiago Alves      | Renzo López       | Cho Dong-geon        | An Yong-woo    | Park Jeong-su        | Ryang Yong-gi       | Wang Jianan   | Kim Min-ho | Park Iru-gyu |                           |
| Yokohama FC         | Leandro Domingues | Maguinho         | Calvin Jong-a-Pin |                      |                |                      |                     |               |            |              | Ibba Laajab               |
| Oita Trinita        | Mun Kyung-gun     |                  |                   |                      |                |                      |                     |               |            |              |                           |

## Classificação
| Pos | Equipes                  | Pts. | J  | V  | E  | D  | GM | GS | SG  | Classificação ou rebaixamento                                                                |
| --- | ------------------------ | ---- | -- | -- | -- | -- | -- | -- | --- | -------------------------------------------------------------------------------------------- |
| 1   | Kawasaki Frontale (C, Q) | 83   | 34 | 26 | 5  | 3  | 88 | 31 | +83 | Fase de grupos da Liga dos Campeões da AFC de 2021 e semifinais da Copa do Imperador de 2020 |
| 2   | Gamba Osaka (Q)          | 65   | 34 | 20 | 5  | 9  | 46 | 42 | +4  | Fase de grupos da Liga dos Campeões da AFC de 2021 e semifinais da Copa do Imperador de 2020 |
| 3   | Nagoya Grampus (X)       | 63   | 34 | 23 | 9  | 6  | 87 | 43 | +44 | Play-offs de classificação da Liga dos Campeões da AFC de 2021                               |
| 4   | Cerezo Osaka             | 60   | 34 | 18 | 6  | 10 | 46 | 37 | +9  |                                                                                              |
| 5   | Kashima Antlers          | 59   | 34 | 18 | 5  | 11 | 55 | 44 | +11 |                                                                                              |
| 6   | FC Tokyo                 | 57   | 34 | 17 | 6  | 11 | 47 | 42 | +5  |                                                                                              |
| 7   | Kashiwa Reysol           | 52   | 34 | 15 | 7  | 12 | 60 | 46 | +14 |                                                                                              |
| 8   | Sanfrecce Hiroshima      | 48   | 34 | 13 | 9  | 12 | 46 | 37 | +9  |                                                                                              |
| 9   | Yokohama F. Marinos      | 47   | 34 | 14 | 5  | 15 | 69 | 59 | +10 |                                                                                              |
| 10  | Urawa Red Diamonds       | 46   | 34 | 13 | 7  | 14 | 43 | 56 | −13 |                                                                                              |
| 11  | Oita Trinita             | 43   | 34 | 11 | 10 | 13 | 36 | 45 | −9  |                                                                                              |
| 12  | Consadole Sapporo        | 39   | 34 | 10 | 9  | 15 | 47 | 58 | −11 |                                                                                              |
| 13  | Sagan Tosu               | 36   | 34 | 7  | 15 | 12 | 37 | 43 | −6  |                                                                                              |
| 14  | Vissel Kobe              | 36   | 34 | 9  | 9  | 16 | 50 | 59 | −9  |                                                                                              |
| 15  | Yokohama FC              | 33   | 34 | 9  | 11 | 18 | 44 | 67 | −23 |                                                                                              |
| 16  | Shimizu S-Pulse          | 28   | 34 | 7  | 7  | 20 | 48 | 70 | −22 |                                                                                              |
| 17  | Vegalta Sendai           | 28   | 34 | 6  | 10 | 18 | 36 | 61 | −25 |                                                                                              |
| 18  | Shonan Bellmare          | 27   | 34 | 6  | 9  | 19 | 29 | 48 | −19 |                                                                                              |

## Artilharia
- Atualizado até 20 de dezembro de 2020[67]

| Ranking | Jogador         | Clube               | Gols |
| ------- | --------------- | ------------------- | ---- |
| 1       | Michael Olunga  | Kashiwa Reysol      | 28   |
| 2       | Everaldo        | Kashima Antlers     | 18   |
| 3       | Leandro Pereira | Sanfrecce Hiroshima | 15   |
| 4       | Yu Kobayashi    | Kawasaki Frontale   | 14   |
| 5       | Erik            | Yokohama F. Marinos | 13   |
| 5       | Kaoru Mitoma    | Kawasaki Frontale   | 13   |
| 5       | Júnior Santos   | Yokohama F. Marinos | 13   |
| 5       | Leandro Damião  | Kawasaki Frontale   | 13   |
| 9       | Kyogo Furuhashi | Vissel Kobe         | 12   |
| 10      | Leonardo        | Urawa Red Diamonds  | 11   |
| 10      | Marcos Júnior   | Yokohama F. Marinos | 11   |
| 10      | Akihiro Ienaga  | Kawasaki Frontale   | 11   |